# Comuna Hrolîn, Șepetivka
Hrolîn (în ucraineană Хролин) este o comună în raionul Șepetivka, regiunea Hmelnîțkîi, Ucraina, formată din satele Hrolîn (reședința), Kupîne, Savîci, Traulîn și Velîka Medvedivka.

## Demografie
Componența lingvistică a comunei Hrolîn
     Ucraineană (97,59%)
     Rusă (2,09%)
     Alte limbi (0,2%)
Conform recensământului din 2001, majoritatea populației comunei Hrolîn era vorbitoare de ucraineană (97,59%), existând în minoritate și vorbitori de rusă (2,09%).